# Agathis levis
Agathis levis är en stekelart som beskrevs av Abdinbekova 1970. Agathis levis ingår i släktet Agathis och familjen bracksteklar. Inga underarter finns listade i Catalogue of Life.